# Pollanisus
Pollanisus is een geslacht van vlinders van de familie bloeddrupjes (Zygaenidae), uit de onderfamilie Procridinae.

## Soorten
- P. acheron (Fabricius, 1775)
- P. amethystina (Meyrick, 1886)
- P. apicalis (Walker, 1854)
- P. calliceros Turner, 1925
- P. coronias (Meyrick, 1886)
- P. cupreus Walker, 1854
- P. cyanota (Meyrick, 1886)
- P. empyrea (Meyrick, 1888)
- P. eumetopus Turner, 1926
- P. leucopleura (Meyrick, 1886)
- P. lithopastus Turner, 1926
- P. subdolosa (Walker, 1864)
- P. trimacula (Walker, 1854)
- P. viridipulverulenta (Guérin-Meneville, 1839)